# Warcop
Warcop – wieś i civil parish w Anglii, w Kumbrii, w dystrykcie (unitary authority) Westmorland and Furness. Leży 53 km na południowy wschód od miasta Carlisle i 369 km na północny zachód od Londynu. W 2011 roku civil parish liczyła 532 mieszkańców.